# Seio petroso superior
O seio petroso superior está localizado na região interior crânioem sua base. Faz parte do sistema venoso de drenagem sanguínea do encéfalo e das meninges para as veias jugulares, em direção ao coração. Em número par, um de cada lado, situa-se na borda interna, súpero-medial, dos ossos petrosos, que fazem parte dos ossos temporais do crânio.
O seio petroso superior tem relativa pouca importânica no volume de sangue drenado de dentro do crânio, porém é uma marco anatômico importante em microcirurgia neurológica por poder ser a sede de tumores ou da sua proximidade deles.